# Primera División femenina de fútbol sala 1999-2000
La temporada 1999-2000 de Primera División fue la 6.ª edición de la máxima categoría de la Liga Nacional de Fútbol Sala Femenina de España. La competición se disputa anualmente. Empezó el 2 de octubre de 1999, y terminó 6 de mayo de 2000.
La Primera División consta de un grupo único integrado por catorce equipos, siguiendo un sistema de liga. Los doce equipos se enfrentan todos contra todos en dos ocasiones -una en campo propio y otra en campo contrario- sumando un total de 26 jornadas. El orden de los encuentros se decide por sorteo antes de empezar la competición. La clasificación final se establece con arreglo a los puntos totales obtenidos por cada equipo al finalizar el campeonato. El equipo que más puntos sume al final del campeonato será proclamado campeón de Liga.
Al término de la liga regular el CD Ourense había quedado en primera posición, pero un recurso hecho por el Femesala Elche sobre su partido con el Drácena Melilla, partido que había perdido, se le dio por ganado por alineción indebida del equipo melillense, asi que después de terminar la liga el título fue otorgado al Femesala Elche.

## Equipos participantes

### Equipos por comunidad autónoma
| N.º | Comunidad autónoma   | Equipos                              |
| --- | -------------------- | ------------------------------------ |
| 3   | Comunidad de Madrid  | FSF Móstoles Alca Sala Rayo Mejorada |
| 2   | Galicia              | Meirás Ourense                       |
| 2   | Andalucía            | Univ Sevilla FSF Cádiz               |
| 1   | Comunidad Valenciana | Femesala Elche                       |
| 1   | Castilla-La Mancha   | Trocadero Toledo                     |
| 1   | Aragón               | Tamarite FSF                         |
| 1   | Región de Murcia     | UCAM Murcia                          |
| 1   | Cataluña             | Vilassar                             |
| 1   | País Vasco           | Hegoalde Tolosa                      |
| 1   | Melilla              | Drácena Melilla                      |

## Información de los equipos
| Club              | Ciudad             | Comunidad Autónoma   | Entrenador/a      | Pabellón              | Aforo |
| ----------------- | ------------------ | -------------------- | ----------------- | --------------------- | ----- |
| Ourense           | Orense             | Galicia              | Bandera de ?      | Os Remedios           | 2.500 |
| Trocadero Toledo  | Noblejas           | Castilla-La Mancha   | Bandera de España | Municipal de Noblejas | 1.000 |
| Tamarite FSF      | Tamarite de Litera | Aragón               | Bandera de España | Municipal de Tamarite |       |
| Femesala Elche    | Elche              | Comunidad Valenciana | Bandera de España | Muninicipal de Elche  | 1.814 |
| FS Vilassar       | Vilassar de Mar    | Cataluña             | Bandera de ?      | Paco Martín           |       |
| Rayo Mejorada     | Mejorada del Campo | Comunidad de Madrid  | Bandera de ?      | Municipal de Mejorada |       |
| FSF Móstoles      | Móstoles           | Comunidad de Madrid  | Bandera de España | Villafontana          | 450   |
| Meirás            | Ferrol             | Galicia              | Bandera de ?      | Ensanche              |       |
| Alca Sala         | Alcalá de Henares  | Comunidad de Madrid  | Bandera de ?      | Virgen del Val        |       |
| Olimpia Murcia    | Murcia             | Región de Murcia     | Bandera de España | Torre Puente Tocinos  |       |
| Univ Sevilla FSF  | Sevilla            | Andalucía            | Bandera de ?      | Reina Mercedes        |       |
| Cádiz Zona Franca | Cádiz              | Andalucía            | -                 | Fernando Portillo     |       |
| Drácena Melilla   | Melilla            | Melilla              | -                 | Lázaro Fernández      |       |
| Hegoalde Tolosa   | Hegoalde           | País Vasco           | -                 |                       |       |

## Clasificación
|                                         |     | Equipos           | PJ | G  | E  | P  | GF  | GC  | Dif. | Pts. |
| --------------------------------------- | --- | ----------------- | -- | -- | -- | -- | --- | --- | ---- | ---- |
|                                         | 1.  | Femesala Elche    | 26 | 19 | 4  | 3  | 110 | 55  | +55  | 61   |
|                                         | 2.  | CD Ourense        | 26 | 19 | 3  | 4  | 124 | 62  | +62  | 60   |
|                                         | 3.  | Rayo Mejorada     | 26 | 18 | 0  | 8  | 158 | 101 | +57  | 54   |
|                                         | 4.  | Móstoles          | 26 | 16 | 4  | 6  | 113 | 73  | +40  | 52   |
|                                         | 5.  | Artelhogar Murcia | 26 | 15 | 4  | 7  | 96  | 72  | +24  | 49   |
|                                         | 6.  | Meirás            | 26 | 11 | 10 | 5  | 99  | 81  | +18  | 43   |
|                                         | 7.  | Drácena Melilla   | 26 | 12 | 0  | 14 | 74  | 86  | -12  | 36   |
|                                         | 8.  | Trocadero Toledo  | 26 | 9  | 6  | 11 | 69  | 79  | -10  | 33   |
|                                         | 9.  | Hegoalde          | 26 | 9  | 3  | 14 | 70  | 84  | -14  | 30   |
|                                         | 10. | Tamarite          | 26 | 8  | 2  | 16 | 100 | 120 | -20  | 26   |
|                                         | 11. | Alca Sala         | 26 | 7  | 3  | 16 | 55  | 89  | -34  | 24   |
|                                         | 12. | Univ Sevilla      | 26 | 7  | 2  | 17 | 80  | 125 | -45  | 23   |
|                                         | 13. | Cádiz             | 26 | 6  | 2  | 18 | 66  | 108 | -42  | 20   |
|                                         | 14. | Vilassar          | 26 | 3  | 3  | 20 | 61  | 140 | +79  | 12   |
| Última actualización: 6 de mayo de 2000 |     |                   |    |    |    |    |     |     |      |      |

### Evolución de la clasificación
| Equipo / Jornada  | 1  | 2  | 3  | 4  | 5  | 6  | 7  | 8  | 9  | 10 | 11 | 12 | 13 | 14 | 15 | 16 | 17 | 18 | 19 | 20 | 24 | 21 | 22 | 23 | 25 | 26 |
| Equipo / Jornada  |    |    |    |    |    |    |    |    |    |    |    |    |    |    |    |    |    |    |    |    |    |    |    |    |    |    |
| ----------------- | -- | -- | -- | -- | -- | -- | -- | -- | -- | -- | -- | -- | -- | -- | -- | -- | -- | -- | -- | -- | -- | -- | -- | -- | -- | -- |
| Femesala Elche    | 3  | 1  | 1  | 1  | 2  | 1  | 1  | 1  | 1  | 1  | 1  | 1  | 1  | 1  | 1  | 1  | 1  | 1  | 1  | 1  | 1  | 1  | 1  | 1  | 1  | 1  |
| CD Ourense        | 6  | 10 | 11 | 10 | 7  | 5  | 4  | 4  | 3  | 3  | 2  | 2  | 2  | 2  | 2  | 2  | 2  | 2  | 2  | 2  | 2  | 2  | 2  | 2  | 2  | 2  |
| Rayo Mejorada     | 2  | 4  | 3  | 2  | 1  | 2  | 5  | 6  | 7  | 6  | 5  | 4  | 7  | 6  | 5  | 6  | 6  | 5  | 3  | 3  | 3  | 3  | 3  | 3  | 3  | 3  |
| FSF Móstoles      | 7  | 6  | 8  | 5  | 3  | 3  | 2  | 3  | 4  | 5  | 8  | 7  | 4  | 4  | 7  | 5  | 5  | 4  | 4  | 4  | 4  | 4  | 4  | 4  | 4  | 4  |
| Artelhogar Murcia | 5  | 2  | 2  | 3  | 4  | 4  | 3  | 2  | 2  | 2  | 3  | 3  | 3  | 3  | 3  | 3  | 4  | 3  | 5  | 6  | 6  | 5  | 5  | 5  | 5  | 5  |
| Meirás            | 8  | 11 | 13 | 11 | 8  | 6  | 6  | 5  | 6  | 7  | 6  | 5  | 5  | 5  | 4  | 4  | 3  | 6  | 6  | 5  | 5  | 6  | 6  | 6  | 6  | 6  |
| Drácena Melilla   | 10 | 12 | 12 | 13 | 12 | 10 | 7  | 7  | 5  | 4  | 4  | 6  | 6  | 7  | 6  | 7  | 7  | 7  | 7  | 7  | 7  | 7  | 7  | 7  | 7  | 7  |
| Trocadero Toledo  | 11 | 8  | 4  | 7  | 5  | 7  | 8  | 9  | 8  | 8  | 7  | 8  | 9  | 9  | 8  | 8  | 8  | 8  | 8  | 8  | 8  | 8  | 8  | 8  | 8  | 8  |
| Hegoalde          | 9  | 3  | 6  | 4  | 9  | 9  | 10 | 11 | 12 | 11 | 9  | 9  | 8  | 8  | 9  | 9  | 9  | 9  | 9  | 9  | 9  | 9  | 9  | 9  | 9  | 9  |
| Tamarite          | 1  | 5  | 7  | 6  | 10 | 12 | 12 | 13 | 13 | 14 | 14 | 14 | 14 | 13 | 13 | 13 | 12 | 12 | 12 | 12 | 12 | 13 | 11 | 11 | 11 | 10 |
| Alca Sala         | 14 | 9  | 5  | 8  | 11 | 11 | 11 | 10 | 10 | 10 | 10 | 10 | 10 | 10 | 10 | 10 | 10 | 10 | 11 | 10 | 10 | 10 | 10 | 10 | 10 | 11 |
| Univ Sevilla      | 13 | 14 | 10 | 12 | 13 | 14 | 13 | 12 | 11 | 12 | 12 | 13 | 13 | 14 | 12 | 12 | 13 | 13 | 13 | 13 | 13 | 12 | 13 | 13 | 13 | 12 |
| Cádiz             | 4  | 7  | 9  | 9  | 6  | 8  | 9  | 8  | 9  | 9  | 11 | 11 | 11 | 11 | 11 | 11 | 11 | 11 | 10 | 11 | 11 | 11 | 12 | 12 | 12 | 13 |
| Vilassar          | 12 | 13 | 14 | 14 | 14 | 13 | 14 | 14 | 14 | 13 | 13 | 12 | 12 | 12 | 14 | 14 | 14 | 14 | 14 | 14 | 14 | 14 | 14 | 14 | 14 | 14 |

## Resultados
Los horarios corresponden a la CET (Hora Central Europea) UTC+1 en horario estándar y UTC+2 en horario de verano para los partidos disputados en la península y UTC+0 en horario estándar y UTC+1 en horario de verano para los partidos disputados en las Islas Canarias.
| Cádiz                                                                               | 2 - 1 | Drácena Melilla   | 25 de septiembre | 15:00 | Fernando Portillo | 500 |
| Trocadero Toledo                                                                    | 0 - 1 | Artelhogar Murcia | 25 de septiembre |       | Mun. Noblejas     |     |
| Univ Sevilla                                                                        | 3 - 6 | Tamarite          | 25 de septiembre | 17:30 | Sadus             |     |
| Femesala Elche                                                                      | 3 - 0 | Alca Sala         | 25 de septiembre | 18:00 | Mun. Elche        | 150 |
| Rayo Mejorada                                                                       | 6 - 3 | Vilassar          | 25 de septiembre |       |                   |     |
| Meirás                                                                              | 2 - 7 | Hegoalde          | 4 de diciembreN1 | 19:00 | Ensanche          |     |
| Móstoles                                                                            | 3 - 0 | Ourense           | 6 de eneroN1     | 12:00 |                   | 0   |
| Nota 1: Se aplazaron los partidos debido al enfrentamiento entre la RFEF y la RFGF. |       |                   |                  |       |                   |     |

| Drácena Melilla                                                                     | 3 - 4 | Móstoles         | 2 de octubre     | 12:30 | Lázaro Fernández     |     |
| Alca Sala                                                                           | 0 - 0 | Trocadero Toledo | 2 de octubre     | 18:00 | Virgen del Val       | 100 |
| Artelhogar Murcia                                                                   | 5 - 3 | Cádiz            | 2 de octubre     | 18:30 | Torre Puente Tocinos | 100 |
| Tamarite                                                                            | 2 - 4 | Femesala Elche   | 2 de octubre     |       | Mun. Tamarite        |     |
| Hegoalde                                                                            | 6 - 1 | Univ Sevilla     | 2 de octubre     | 20:00 | Berazubi             |     |
| Ourense                                                                             | 8 - 4 | Rayo Mejorada    | 6 de diciembreN2 | 12:00 | Os Remedios          |     |
| Vilassar                                                                            | 3 - 3 | Meirás           | 6 de diciembreN2 |       |                      |     |
| Nota 2: Se aplazaron los partidos debido al enfrentamiento entre la RFEF y la RFGF. |       |                  |                  |       |                      |     |

| Trocadero Toledo                                                               | 4 - 3 | Tamarite          | 9 de octubre      | 18:00 | Mun. Noblejas     |     |
| Móstoles                                                                       | 2 - 4 | Artelhogar Murcia | 9 de octubre      | 18:30 | Villafontana      |     |
| Cádiz                                                                          | 1 - 3 | Alca Sala         | 9 de octubre      | 19:30 | Fernando Portillo | 120 |
| Femesala Elche                                                                 | 3 - 0 | Hegoalde Tolosa   | 9 de octubre      |       |                   |     |
| Univ Sevilla                                                                   | 5 - 3 | Vilassar          | 9 de octubre      |       |                   |     |
| Rayo Mejorada                                                                  | 6 - 2 | Meirás            | 9 de octubre      |       |                   |     |
| Ourense                                                                        | 6 - 2 | Drácena Melilla   | 29 de noviembreN3 | 20:00 | Os Remedios       |     |
| Nota 3: Se aplazó el partido debido al enfrentamiento entre la RFEF y la RFGF. |       |                   |                   |       |                   |     |

| Drácena Melilla   | 3 - 8 | Rayo Mejorada    | 16 de octubre | 12:00 | Lázaro Fernández     |     |
| Alca Sala         | 3 - 4 | Móstoles         | 16 de octubre | 18:00 | Virgen del Val       | 150 |
| Artelhogar Murcia | 2 - 7 | Ourense          | 16 de octubre | 18:30 | Torre Puente Tocinos |     |
| Tamarite          | 6 - 6 | Cádiz            | 16 de octubre | 18:30 | Mun. Tamarite        | 200 |
| Hegoalde Tolosa   | 4 - 3 | Trocadero Toledo | 16 de octubre | 20:00 | Berazubi             |     |
| Vilassar          | 0 - 5 | Femesala Elche   | 16 de octubre |       |                      |     |
| Meirás            | 5 - 2 | Univ Sevilla     | 16 de octubre |       | Ensanche             |     |

| Ourense          | 7 - 1 | Alca Sala         | 23 de octubre | 17:00 | Os Remedios       | 700 |
| Drácena Melilla  | 4 - 3 | Artelhogar Murcia | 23 de octubre | 18:00 | Ciudad de Melilla | 200 |
| Trocadero Toledo | 5 - 2 | Vilassar          | 23 de octubre | 18:00 | Mun. Noblejas     |     |
| Móstoles         | 9 - 2 | Tamarite          | 23 de octubre |       |                   |     |
| Cádiz            | 6 - 3 | Hegoalde Tolosa   | 23 de octubre | 20:30 | Fernando Portillo |     |
| Femesala Elche   | 1 - 4 | Meirás            | 23 de octubre |       |                   |     |
| Rayo Mejorada    | 9 - 2 | Univ Sevilla      | 23 de octubre |       |                   |     |

| Ourense           | 5 - 0 | Tamarite         | 30 de octubre | 17:00 | Os Remedios      |     |
| Vilassar          | 9 - 6 | Cádiz            | 30 de octubre | 17:30 | Paco Martín      | 300 |
| Hegoalde Tolosa   | 1 - 4 | Móstoles         | 30 de octubre | 18:00 | Berazubi         |     |
| Alca Sala         | 0 - 2 | Drácena Melilla  | 30 de octubre | 18:30 | Virgen del Val   | 100 |
| Artelhogar Murcia | 6 - 4 | Rayo Mejorada    | 30 de octubre | 19:00 | Pal. Dep. Murcia | 110 |
| Meirás            | 5 - 2 | Trocadero Toledo | 30 de octubre | 19:00 | Ensanche         | 100 |
| Univ Sevilla      | 2 - 4 | Femesala Elche   | 30 de octubre |       |                  |     |

| Drácena Melilla   | 5 - 0 | Tamarite        | 6 de noviembre | 12:00 | Lázaro Fernández     |     |
| Ourense           | 2 - 0 | Hegoalde Tolosa | 6 de noviembre | 17:00 | Os Remedios          |     |
| Trocadero Toledo  | 4 - 4 | Univ Sevilla    | 6 de noviembre | 18:00 | Mun. Noblejas        |     |
| Móstoles          | 4 - 1 | Vilassar        | 6 de noviembre |       | Villafontana         |     |
| Cádiz             | 3 - 4 | Meirás          | 6 de noviembre | 19:30 | Fernando Portillo    | 350 |
| Rayo Mejorada     | 2 - 3 | Femesala Elche  | 6 de noviembre |       |                      |     |
| Artelhogar Murcia | 3 - 1 | Alca Sala       | 7 de noviembre | 12:30 | Torre Puente Tocinos |     |

| Alca Sala       | 3 - 2 | Rayo Mejorada     | 13 de noviembre | 18:00 | Virgen del Val | 125 |
| Hegoalde Tolosa | 1 - 5 | Drácena Melilla   | 13 de noviembre | 18:00 | Berazubi       |     |
| Tamarite        | 1 - 7 | Artelhogar Murcia | 13 de noviembre | 18:30 |                |     |
| Femesala Elche  | 4 - 2 | Trocadero Toledo  | 13 de noviembre | 18:30 |                |     |
| Vilassar        | 3 - 7 | Ourense           | 13 de noviembre |       |                |     |
| Meirás          | 5 - 5 | Móstoles          | 13 de noviembre |       | Ensanche       |     |
| Univ Sevilla    | 2 - 3 | Cádiz             | 13 de noviembre | 20:30 | Sadus          |     |

| Alca Sala         | 4 - 3 | Tamarite         | 20 de noviembre | 18:00 | Virgen del Val       | 110 |
| Móstoles          | 4 - 6 | Univ Sevilla     | 20 de noviembre | 18:30 | Villafontana         |     |
| Rayo Mejorada     | 3 - 4 | Trocadero Toledo | 20 de noviembre | 18:30 | La Estación          | 300 |
| Artelhogar Murcia | 6 - 2 | Hegoalde Tolosa  | 20 de noviembre |       | Torre Puente Tocinos | 100 |
| Ourense           | 1 - 1 | Meirás           | 20 de noviembre | 19:00 | Os Remedios          | 500 |
| Cádiz             | 4 - 7 | Femesala Elche   | 20 de noviembre | 19:30 | Fernando Portillo    | 400 |
| Drácena Melilla   | 3 - 1 | Vilassar         | 20 de noviembre | 21:00 | Lázaro Fernández     | 100 |

| Tamarite         | 2 - 7 | Rayo Mejorada     | 27 de noviembre |       |                  |     |
| Univ Sevilla     | 2 - 7 | Ourense           | 27 de noviembre | 17:00 |                  |     |
| Vilassar         | 2 - 2 | Artelhogar Murcia | 27 de noviembre | 17:30 |                  | 100 |
| Hegoalde Tolosa  | 5 - 1 | Alca Sala         | 27 de noviembre | 18:00 | Berazubi         | 300 |
| Trocadero Toledo | 3 - 1 | Cádiz             | 27 de noviembre | 18:00 | Mun. de Noblejas | 150 |
| Meirás           | 6 - 7 | Drácena Melilla   | 27 de noviembre | 19:00 |                  |     |
| Femesala Elche   | 4 - 1 | Móstoles          | 27 de noviembre |       |                  |     |

| Tamarite          | 1 - 3 | Hegoalde Tolosa  | 11 de diciembre |       |                  |     |
| Drácena Melilla   | 4 - 3 | Univ Sevilla     | 11 de diciembre | 12:00 | Lázaro Fernández |     |
| Alca Sala         | 5 - 1 | Vilassar         | 11 de diciembre | 18:00 | Virgen del Val   | 100 |
| Artelhogar Murcia | 2 - 5 | Meirás           | 11 de diciembre |       |                  |     |
| Móstoles          | 2 - 3 | Trocadero Toledo | 11 de diciembre | 18:30 | Villafontana     |     |
| Ourense           | 4 - 6 | Femesala Elche   | 12 de diciembre | 12:15 | Os Remedios      | 500 |
| Rayo Mejorada     | 9 - 3 | Cádiz            | 12 de diciembre | 12:30 | La Estación      | 200 |

| Cádiz            | 1 - 2 | Móstoles          | 18 de diciembre | 17:15 | Fernando Portillo | 300 |
| Femesala Elche   | 6 - 2 | Drácena Melilla   | 18 de diciembre | 18:00 | Mun. Elche        |     |
| Trocadero Toledo | 0 - 2 | Ourense           | 18 de diciembre | 18:00 | Mun. Noblejas     | 20  |
| Rayo Mejorada    | 4 - 2 | Hegoalde Tolosa   | 18 de diciembre | 19:00 |                   |     |
| Meirás           | 3 - 2 | Alca Sala         | 18 de diciembre | 19:00 | Ensanche          | 90  |
| Vilassar         | 8 - 5 | Tamarite          | 18 de diciembre |       |                   |     |
| Univ Sevilla     | 3 - 6 | Artelhogar Murcia | 18 de diciembre |       |                   |     |

| Drácena Melilla   | 4 - 3 | Trocadero Toledo | 8 de enero | 12:00 | Lázaro Fernández     |     |
| Hegoalde Tolosa   | 5 - 4 | Vilassar         | 8 de enero |       | Berazubi             |     |
| Tamarite          | 4 - 6 | Meirás           | 8 de enero |       |                      |     |
| Alca Sala         | 4 - 3 | Univ Sevilla     | 8 de enero | 17:30 | Virgen del Val       | 80  |
| Ourense           | 6 - 1 | Cádiz            | 8 de enero | 17:30 | Os Remedios          | 900 |
| Artelhogar Murcia | 6 - 4 | Femesala Elche   | 8 de enero | 18:30 | Torre Puente Tocinos |     |
| Móstoles          | 9 - 3 | Rayo Mejorada    | 9 de enero | 12:00 | Villafontana         |     |

| Drácena Melilla   | 3 - 4  | Cádiz            | 15 de enero | 12:00 | Lázaro Fernández     | 500 |
| Ourense           | 6 - 3  | Móstoles         | 15 de enero | 17:00 | Os Remedios          |     |
| Alca Sala         | 0 - 2  | Femesala Elche   | 15 de enero | 18:00 | Virgen del Val       | 150 |
| Tamarite          | 8 - 3  | Univ Sevilla     | 15 de enero | 18:30 | Mun. Tamarite        |     |
| Hegoalde Tolosa   | 1 - 1  | Meirás           | 15 de enero |       |                      |     |
| Vilassar          | 2 - 12 | Rayo Mejorada    | 15 de enero |       |                      |     |
| Artelhogar Murcia | 3 - 3  | Trocadero Toledo | 16 de enero | 12:15 | Torre Puente Tocinos |     |

| Móstoles         | 2 - 4 | Drácena Melilla   | 22 de enero | 16:00 | Villafontana      |    |
| Trocadero Toledo | 4 - 2 | Alca Sala         | 22 de enero | 18:00 | Mun. Noblejas     | 30 |
| Rayo Mejorada    | 9 - 7 | Ourense           | 22 de enero | 18:30 | Mun. de Mejorada  |    |
| Meirás           | 7 - 2 | Vilassar          | 22 de enero | 19:00 | Ensanche          |    |
| Cádiz            | 2 - 3 | Artelhogar Murcia | 22 de enero | 20:30 | Fernando Portillo |    |
| Femesala Elche   | 4 - 4 | Tamarite          | 22 de enero |       |                   |    |
| Univ Sevilla     | 3 - 2 | Hegoalde Tolosa   | 22 de enero |       |                   |    |

| Drácena Melilla   | 1 - 3 | Ourense          | 29 de enero | 12:00 | Lázaro Fernández     |     |
| Meirás            | 8 - 4 | Rayo Mejorada    | 29 de enero | 17:00 | Caranza              |     |
| Artelhogar Murcia | 2 - 5 | Móstoles         | 29 de enero | 18:00 | Torre Puente Tocinos | 250 |
| Tamarite          | 7 - 2 | Trocadero Toledo | 29 de enero | 18:30 | Mun. Tamarite        |     |
| Alca Sala         | 2 - 3 | Cádiz            | 29 de enero | 18:30 | Virgen del Val       | 140 |
| Hegoalde Tolosa   | 3 - 5 | Femesala Elche   | 29 de enero |       |                      |     |
| Vilassar          | 2 - 6 | Univ Sevilla     | 30 de enero | 12:00 |                      |     |

| Rayo Mejorada    | 7 - 1 | Drácena Melilla   | 5 de febrero | 12:00 | Mun. Mejorada     |     |
| Ourense          | 2 - 1 | Artelhogar Murcia | 5 de febrero | 17:00 | Os Remedios       |     |
| Móstoles         | 5 - 2 | Alca Sala         | 5 de febrero | 18:00 | Villafontana      | 140 |
| Cádiz            | 1 - 6 | Tamarite          | 5 de febrero | 20:30 | Fernando Portillo |     |
| Trocadero Toledo | 3 - 2 | Hegoalde Tolosa   | 5 de febrero |       |                   |     |
| Femesala Elche   | 7 - 1 | Vilassar          | 5 de febrero |       |                   |     |
| Univ Sevilla     | 3 - 3 | Meirás            | 5 de febrero |       |                   |     |

| Artelhogar Murcia | 5 - 1 | Drácena Melilla  | 12 de febrero | 12:00 |                |    |
| Alca Sala         | 5 - 4 | Ourense          | 12 de febrero | 17:00 | Virgen del Val | 85 |
| Tamarite          | 2 - 3 | Móstoles         | 12 de febrero |       |                |    |
| Hegoalde Tolosa   | 2 - 2 | Cádiz            | 12 de febrero | 20:00 | Berazubi       |    |
| Vilassar          | 2 - 2 | Trocadero Toledo | 12 de febrero |       |                |    |
| Meirás            | 3 - 3 | Femesala Elche   | 12 de febrero |       |                |    |
| Univ Sevilla      | 5 - 9 | Rayo Mejorada    | 12 de febrero |       |                |    |

| Drácena Melilla  | 9 - 3  | Alca Sala         | 19 de febrero | 12:30 | Lázaro Fernández  | 200 |
| Cádiz            | 2 - 1  | Vilassar          | 19 de febrero | 16:00 | Fernando Portillo |     |
| Rayo Mejorada    | 9 - 4  | Artelhogar Murcia | 19 de febrero | 18:30 |                   |     |
| Tamarite         | 2 - 5  | Ourense           | 19 de febrero | 17:00 |                   |     |
| Móstoles         | 3 - 3  | Hegoalde Tolosa   | 19 de febrero |       | Villafontana      |     |
| Trocadero Toledo | 3 - 3  | Meirás            | 19 de febrero |       |                   |     |
| Femesala Elche   | 17 - 4 | Univ Sevilla      | 19 de febrero |       |                   |     |

| Alca Sala       | 3 - 3  | Artelhogar Murcia | 26 de febrero | 17:00 | Virgen del Val | 100 |
| Univ Sevilla    | 4 - 3  | Trocadero Toledo  | 26 de febrero | 18:00 |                |     |
| Tamarite        | 5 - 4  | Drácena Melilla   | 26 de febrero | 19:00 | Mun. Tamarite  |     |
| Meirás          | 5 - 2  | Cádiz             | 26 de febrero | 19:00 | Ensanche       |     |
| Vilassar        | 2 - 10 | Móstoles          | 26 de febrero |       |                |     |
| Hegoalde Tolosa | 4 - 5  | Ourense           | 26 de febrero | 20:00 | Berazubi       |     |
| Femesala Elche  | 3 - 5  | Rayo Mejorada     | 26 de febrero |       |                |     |

| Vilassar         | 2 - 3 | Alca Sala         | 4 de marzo | 17:30 | Paco Martín       | 90  |
| Hegoalde Tolosa  | 7 - 6 | Tamarite          | 4 de marzo | 18:00 | Berazubi          |     |
| Univ Sevilla     | 0 - 1 | Drácena Melilla   | 4 de marzo | 18:00 |                   |     |
| Femesala Elche   | 3 - 3 | Ourense           | 4 de marzo | 18:00 | Mun. Elche        |     |
| Meirás           | 1 - 1 | Artelhogar Murcia | 4 de marzo | 19:00 |                   |     |
| Trocadero Toledo | 3 - 3 | Móstoles          | 4 de marzo |       |                   |     |
| Cádiz            | 2 - 6 | Rayo Mejorada     | 1 de abril | 17:00 | Fernando Portillo | 350 |

| Artelhogar Murcia | 3 - 2 | Tamarite        | 11 de marzo |       |                   |     |
| Drácena Melilla   | 1 - 0 | Hegoalde Tolosa | 11 de marzo | 12:30 | Lázaro Fernández  |     |
| Cádiz             | 2 - 3 | Univ Sevilla    | 11 de marzo | 16:00 | Fernando Portillo | 300 |
| Ourense           | 9 - 1 | Vilassar        | 11 de marzo | 17:00 | Os Remedios       |     |
| Móstoles          | 3 - 2 | Meirás          | 11 de marzo | 18:00 | Villafontana      |     |
| Trocadero Toledo  | 1 - 2 | Femesala Elche  | 11 de marzo |       |                   |     |
| Rayo Mejorada     | 4 - 2 | Alca Sala       | 12 de marzo | 12:00 | La Estación       | 70  |

| Vilassar         | 3 - 1 | Drácena Melilla   | 18 de marzo | 17:30 |               |     |
| Femesala Elche   | 3 - 0 | Cádiz             | 18 de marzo | 18:00 | Mun. Elche    | 350 |
| Tamarite         | 5 - 0 | Alca Sala         | 18 de marzo | 18:30 | Mun. Tamarite | 100 |
| Meirás           | 1 - 1 | Ourense           | 18 de marzo | 19:00 |               |     |
| Hegoalde Tolosa  | 2 - 3 | Artelhogar Murcia | 18 de marzo | 19:30 | Berazubi      |     |
| Univ Sevilla     | 2 - 7 | Móstoles          | 18 de marzo |       |               |     |
| Trocadero Toledo | 3 - 7 | Rayo Mejorada     | 18 de marzo |       |               |     |

| Drácena Melilla   | 3 - 5  | Meirás           | 25 de marzo | 13:30 | Lázaro Fernández  |     |
| Cádiz             | 2 - 3  | Trocadero Toledo | 25 de marzo | 16:00 | Fernando Portillo | 400 |
| Ourense           | 5 - 3  | Univ Sevilla     | 25 de marzo | 17:00 | Os Remedios       | 300 |
| Alca Sala         | 0 - 4  | Hegoalde Tolosa  | 25 de marzo | 18:00 | Virgen del Val    | 90  |
| Rayo Mejorada     | 9 - 3  | Tamarite         | 25 de marzo |       |                   |     |
| Artelhogar Murcia | 10 - 0 | Vilassar         | 25 de marzo |       |                   |     |
| Móstoles          | 2 - 2  | Femesala Elche   | 25 de marzo |       | Villafontana      |     |

| Hegoalde Tolosa | 3 - 6   | Rayo Mejorada    | 29 de abril |       | Berazubi             |     |
| Tamarite | 8 - 2   | Vilassar         | 29 de abril |       | El Segalar           |     |
| Móstoles | 6 - 3   | Cádiz            | 29 de abril | 18:00 | Villafontana         | 200 |
| Alca Sala | 3 - 3   | Meirás           | 29 de abril | 18:30 | Virgen del Val       | 300 |
| Artelhogar Murcia | 5 - 2   | Univ Sevilla     | 29 de abril |       | Torre Puente Tocinos |     |
| Drácena Melilla | 0 - 3N4 | Femesala Elche   | 29 de abril | 19:00 | Lázaro Fernández     |     |
| Ourense | 7 - 3   | Trocadero Toledo | 29 de abril | 19:00 | Os Remedios          | 500 |
| Nota 4: Se le dio el partido por perdido al Drácena Melilla por alineación indebida, el resultado original era de 5-2. |         |                  |             |       |                      |     |

| Vilassar | 1 - 2   | Hegoalde Tolosa   | 6 de mayo |       |                   |    |
| Trocadero Toledo | 3 - 0N5 | Drácena Melilla   | 6 de mayo | 12:00 |                   |    |
| Univ Sevilla | 4 - 3   | Alca Sala         | 6 de mayo | 18:30 | Sadus             | 40 |
| Meirás | 6 - 7   | Tamarite          | 6 de mayo | 19:00 | Ensanche          |    |
| Femesala Elche | 2 - 0   | Artelhogar Murcia | 6 de mayo |       |                   |    |
| Cádiz | 1 - 5   | Ourense           | 6 de mayo | 20:00 | Fernando Portillo |    |
| Rayo Mejorada | 4 - 8   | Móstoles          | 6 de mayo |       |                   |    |
| Nota 5: Se le dio el partido por perdido al Drácena Melilla por alineación indebida, el resultado original era de 1-4. |         |                   |           |       |                   |    |

## Estadísticas

### Rachas
- Mayor racha ganadora: Rayo Mejorada; 9 jornadas (jornadas 17 a 25)
- Mayor racha invicta: Meirás; 12 jornadas (jornadas 10 a 24, incluye jornadas de descanso)
- Mayor racha marcando: 4 equipos; 26 jornadas (jornadas 1 a 26)
- Mayor racha empatando: Meirás; 3 jornadas (jornadas 17 a 19)
- Mayor racha imbatida: 3 equipos; 2 jornadas
- Mayor racha perdiendo: Tamarite; 9 jornadas (jornada 5 a 13)
- Mayor racha sin ganar: Tamarite; 12 jornadas (jornada 2 a 13)
- Mayor racha sin marcar: S3 equipos; 2 jornadas
- Mayor goleada en casa:

Femesala Elche 17 - 4 Univ Sevilla (19 de febrero)
- Mayor goleada a domicilio:

Vilassar 2 - 12 Ourense (15 de enero)
- Partido con más goles:

Femesala Elche 17 - 4 Univ Sevilla (19 de febrero)